# 藤井清水 (陸軍軍人)
藤井 清水（ふじい きよみ、1874年（明治7年）6月15日 - 没年不明）は、大日本帝国陸軍軍人。最終階級は陸軍少将。功四級。

## 経歴・人物
山口県出身。1896年（明治29年）陸軍士官学校第7期卒業。
1917年（大正6年）12月に山砲兵第2連隊長を経て、1918年（大正7年）11月に野戦砲兵第5連隊長に任官しシベリア出兵に参戦。
その後、1919年（大正8年）7月に陸軍砲兵大佐に昇進し、さらに1923年（大正12年）8月に陸軍少将に昇進と同時に待命。翌月、予備役に編入した。